# بيد تشاه
بيد تشاه هي قرية في مقاطعة نائين، إيران. يقدر عدد سكانها بـ 0 نسمة بحسب إحصاء 2016.